# یولیان کیریتسا
یولیان کیریتسا (رومانیایی: Iulian Chiriță؛ زادهٔ ۲ فوریهٔ ۱۹۶۷) بازیکن سابق و مربی فوتبال اهل رومانی است.
از باشگاه‌هایی که در آن بازی کرده‌است می‌توان به باشگاه فوتبال دینامو بخارست و باشگاه فوتبال راپید بخارست اشاره کرد.
وی همچنین در تیم ملی فوتبال رومانی بازی کرده‌است.